# Del Harris
Delmer "Del" William Harris (nascido em 18 de Junho de 1937) é um técnico profissional de basquetebol, mais conhecido como Del Harris. Atualmente é auxiliar técnico no Chicago Bulls da National Basketball Association (NBA). Ele também foi treinador do Houston Rockets, Milwaukee Bucks e Los Angeles Lakers.
Harris também foi auxiliar da Seleção Estadunidense de Basquetebol na FIBA World Championship 1998, sendo assistente de Rudy Tomjanovich, onde os EUA conseguiram a medalha de bronze. Também serviu como treinador da Seleção Masculina Chinesa de Basquete, onde ele comandou o time liderado pelo All-Star Yao Ming, e conseguiu a vitória surpreendente nos Jogos Olímpicos de Verão de 2004.
Por times, Harris dirigiu o Los Angeles Lakers na Temporada 94-95, onde recebeu o prêmio de NBA Coach of the Year Award. Atualmente é assistente de Bernie Bickerstaff no Chicago Bulls.